# Kotelní kámen

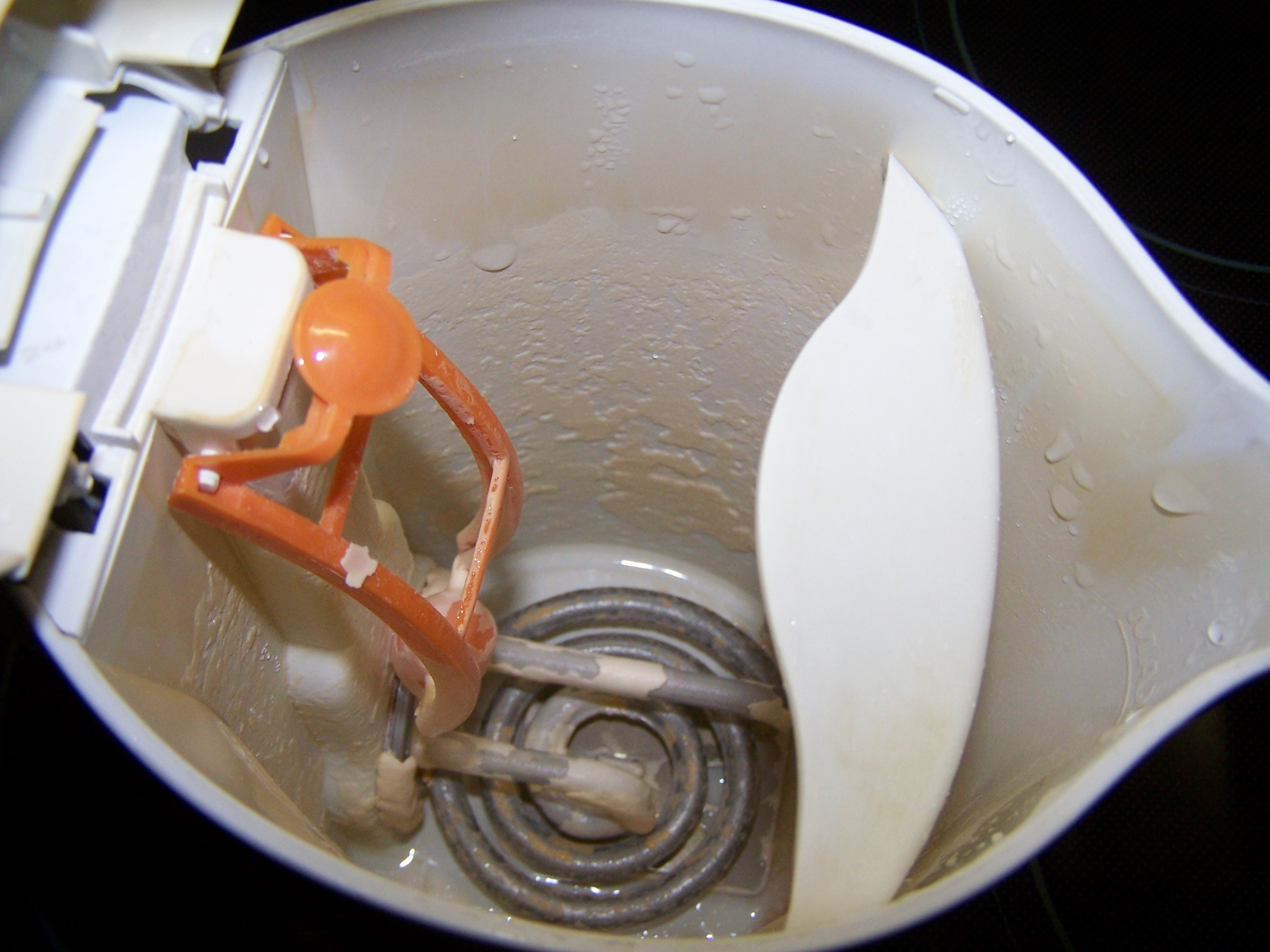
Kotelní kámen v rychlovarné konvici

Kotelní kámen je směs minerálů, které se vylučují ve formě pevného povlaku na stěnách nádoby, v níž dochází k varu tvrdé vody. Velkým problémem je zvláště u kotlů s otevřeným oběhem vody.
Kotelní kámen má velmi malou tepelnou vodivost, a proto snižuje účinnost kotlů. Jeho usazení ve větších vrstvách je navíc nebezpečné, protože může dojít k nedostatečnému nebo nerovnoměrnému ochlazování kotlové stěny vodou a tím jejímu vyhřátí nebo prasknutí a následné explozi kotle.
Havarijní stav se projevuje sníženou účinností ohřevu vody, provoz kotle je často provázen nestandardními zvukovými projevy (praskání, bouchání, silné hučení).
Havárii lze odborně řešit takzvaným chemickým čištěním technologických systémů.
Obvyklé složení (tyto látky se vyskytují v různých poměrech):
- uhličitan vápenatý
- síran vápenatý
- křemičitan vápenatý
- křemičitan hořečnatý
- hydroxid hořečnatý
- uhličitan hořečnatý
- chlorid vápenatý
- síran hořečnatý
- další podobné sloučeniny

Pro změkčování vody se používají změkčovací prostředky, které
- neutralizují kyselý účinek solí a tím chrání kotel proti korozi
- zabraňují tvorbě kamene, místo něho se nerostné látky vylučují ve formě kalů

Základem změkčovacích prostředků jsou
- uhličitan sodný
- hydroxid sodný
- fosforečnan sodný
- třísloviny

Množství potřebných přídavných chemikálií závisí na složení napájecí vody. Použití změkčovačů snižuje riziko havárie, ale nelze ji přesto vyloučit.